# Saga de Asgard
A Saga de Asgard é um dos arcos principais do anime Saint Seiya (Os Cavaleiros do Zodíaco), criado por Masami Kurumada. É exclusivo do anime, tendo sido criado pela produtora Toei Animation porque a produção da série animada estava quase acompanhando a produção do mangá. Foi inspirada no filme A Grande Batalha dos Deuses.

## Enredo
Um tempo depois dos acontecimentos no santuário, Hilda de Polaris, a representante do deus Odin (mitologia nórdica), na Terra, que tem como missão garantir a paz no país de Asgard, no extremo norte da Europa, recebe de Poseidon, o deus dos mares, o Anel de Nibelungo, anel este que dá um imenso poder para controlar o mundo a todo aquele que o possuir, porém transforma a pessoa em uma entidade maligna e sem sentimentos. Devido a isso, Hilda passa a seguir ordens do deus grego, declarando guerra a Athena. Vendo como a estrela de Polaris estava estranha, Hyoga de cisne decide ir até Hasgard para descobrir o que estava acontecendo, mas acaba sendo capturado e brutalmente torturado pelos subordinados de Hilda, sendo aprisionado no palácio da vilã. Entretanto, ele é salvo por Freiya, a irmã mais nova de Hilda, que explica tudo que aconteceu em Hasgard, incluindo os planos da irmã de dominar o mundo no lugar de Athena, e o liberta da prisão onde estava. Eles então, fogem de Hasgard e encontram Athena, Seiya, Shun e Kiki, e Freiya acaba revelando uma triste verdade: Que se Hilda não fosse detida e recobrasse sua consciência, todo o gelo que cobre os polos norte e sul de Hasgard, antes mantido no seu devido lugar pelas preces da própria Hilda, iria derreter e inundar o planeta Terra completamente. Porém, sem perceber, eles acabam sendo seguidos por Hilda e seus lutadores, conhecidos como guerreiros deuses, os guerreiros mais poderosos das lendas nórdicas, que iniciam um violento combate contra Athena e seus cavaleiros.

## Constelação da Ursa Maior
A Constelação da Ursa Maior (UMa) é uma das mais facilmente identificáveis nos céus noturnos do hemisfério norte e as suas estrelas principais conferem a esta constelação uma imagem muito característica. Ela é a constelação mais importante das regiões nórdicas, tanto que por lá não é chamada de Ursa Maior, e sim chamada de “A Carruagem de Odin”. Segundo a mitologia nórdica, cada uma das estrelas que compõem a Ursa Maior são criaturas mitológicas escolhidos pelo deus Odin para formar parte desta constelação no céu.
Esta constelação localiza-se muito próximo do pólo norte celeste. Percebe-se a proximidade da UMa relativamente à Estrela Polar (Polaris), estrela alfa, localizada na constelação da Ursa Menor e que coincide quase com o Pólo Norte Celeste.
A região ocupada pelas sete estrelas é apenas uma pequena parte de toda a constelação. Na verdade a Ursa Maior ocupa uma área muito mais vasta (é na realidade a terceira maior constelação) fazendo fronteira com outras oito constelações.
Veja as estrelas que formam a constelação da Ursa Maior:
- Dubhe - (α) Alfa 1.8 - Significado: Do árabe Urso.
- Merak - (β) Beta 2.4 - Significado: Do árabe Espinha Dorsal.
- Phecda - (γ) Gama 2.4 - Significado: Do árabe Coxa do Urso.
- Megrez - (δ) Delta 3.3 - Significado: Do árabe Raiz da Cauda.
- Alioth - (ε) Epsilon 1.8 - Significado: Do árabe Espesso Rabo de Ovelha.
- Mizar - (ζ) Zeta 2.1 - Significado: Do árabe Cavalo.
- Alcor - (ζ) Zeta 4.3 - Significado: Do árabe Cavaleiro.
- Benetnasch - (η) Eta 1.9 - Significado: Do árabe As Filhas da Ursa.[4]

Tomando por base essas oito principais estrelas que compõe a constelação da Ursa Maior, foram criados os Guerreiros Deuses de Asgard, que eram protegidos pelas estrelas pertencentes à já mencionada constelação. Os nomes próprios de cada estrela foram utilizados também como designação à Vestimenta Sagrada, chamada de Robe Divina, de cada um deles: Dubhe (Alfa), Merak (Beta), Phecda (Gama), Megrez (Delta), Alioth (Epsilon), Mizar (Zeta) e Benetnasch (Eta). A estrela Eta possui nomes ambíguos e ambos são corretos: Benetnasch ou Alkaid. No Anime só é aplicado a Mime o nome “Benetnasch”.
Destas sete estrelas, Dubhe (Alfa) e Merak (Beta) apontam diretamente à estrela Polaris e por isso são denominadas “Guardas” (da Ursa Maior). Também merece particular destaque Mizar (Zeta). Esta é de fato a estrela mais famosa da Ursa Maior. Uma observação mais atenta, mesmo a olho nu, revela a presença de uma companheira de magnitude aparente 4.3. Trata-se de Alcor, uma estrela da seqüência principal. Alcor e Mizar estão separadas por apenas 12 minutos de arco. Contudo este sistema binário é apenas aparente. As duas estrelas estão apenas e tão somente alinhadas quase na mesma direção com Alcor cerca 3 a 4 anos luz mais distante do que Mizar. Diz-se que este par forma um binário óptico.

## Mitologia Nórdica
A fonte mitológica para a criação dos Guerreiros Deuses é fundamentada pelo mito nórdico dos Einherjar. Também conhecidos como "Os Guerreiros Divinos de Odin", os Einherjar são os guerreiros mortos recolhidos pelas Valquírias para irem ao palácio de Valhala, onde viverão em banquetes e fartura até o derradeiro dia do advento do Ragnarök. As valquírias escolhiam apenas os melhores e mais heróicos guerreiros, tais como Sigurd, Bodvar Bjarki, Beowulf, Hrolf Kraki e o rei Volsungo.
Em Asgard, eles festejavam à noite e lutavam durante o dia. Seus ferimentos eram curados magicamente. Dessa maneira, realizavam sua preparação interminável para estarem prontos para o Ragnarök. Mas somente a metade destes guerreiros são acolhidos por Odin, a outra metade dos bravos guerreiros que tombaram no campo de batalha, são recebidos pela deusa Freya em seu palácio, chamado Fólkvangar ("campo de batalha").
Ainda assim, no fim dos tempos, o deus Heimdall tocará sua trombeta Gjallahorn, convocando estes guerreiros mortos a se reunirem em um só grupo e marcharem ao lado dos deuses, contra os gigantes e os monstros liderados por Loki.

## Personagens
- Odin: Deus supremo de Asgard[8]
- Hilda de Polaris: Representante de Odin na Terra.
- Freya: Irmã de Hilda.

### Guerreiros deuses
São os combatentes do deus Odin. Representam as estrelas da constelação de Ursa Maior. Os Guerreiros Deuses são da terra nórdica de Asgard, onde são comandados por Hilda de Polaris. Apesar de se chamarem "Guerreiros deuses", suas habilidades se equivalem as dos Cavaleiros de Ouro.
Odin confiou a cada guerreiro deus a guarda de uma safira. Ao reunir todas as safiras, é possível despertar a poderosa Armadura de Odin.
São eles:
- Thor (Guerreiro Deus de Phecda, Estrela Gama da constelação de Ursa Maior). Antes de se tornar guerreiro deus, dividia sua comida com os pobres de Asgard. Têm como arma o martelo Mjöllnir (Miolnir), e trava uma luta intensa contra Seiya de Pégaso e assim como os demais guerreiros não acredita que Hilda pudesse estar enfeitiçada, então Seiya o derrota. Seu golpe principal é o Hércules Titânico. Em sua luta contra ele Seiya, admite que Thor foi o homem mais forte que ele havia enfrentado desde então e fica impressionado com seu poder.
- Fenrir (Guerreiro Deus de Alioth, Estrela Épsilon da constelação de Ursa Maior). Fenrir quando criança perdeu seus pais, mortos por um gigantesco urso e foi abandonado pelas pessoas que ele acreditava serem amigas. Fenrir foi salvo por uma alcatéia de lobos e desde então passou a não confiar em humanos. Enfrenta Shiryu de Dragão e quase o mata com a ajuda dos seus amigos lobos, não acreditando no que o cavaleiro lhe dissera sobre Hilda e a amizade, porém no fim Shiryu vendo que não podia atacá-lo diretamente usou um Cólera do Dragão em uma cachoeira congelada para acabar com ele. Seu golpes são: a Garra do Lobo Assassino e o Golpe do Lobo Imortal.
- Hägen (Guerreiro Deus de Merak, Estrela Beta da constelação de Ursa Maior). Um dos guerreiros mais leais a Hilda, e também um dos mais poderosos juntamente com Siegfried. Têm uma relação especial com Freya, a irmã de Hilda o que fez a sua raiva contra Hyoga aumentar, pois ele acreditava que o Cavaleiro de Cisne estava manipulando ela. Desde a infância treinou em uma caverna vulcânica. Domina tanto o fogo quanto o gelo. Na luta com Hyoga de Cisne, acaba perdendo com muita dificuldade, não acreditando que Hilda estava enfeitiçada. Seu golpes são a Força Congelante e o Raio de Fogo.
- Mime (Guerreiro Deus de Benetnasch, Estrela Eta da constelação de Ursa Maior). Quando tinha onze anos, Mime matou seu pai de criação, Folken, após descobrir que o mesmo havia matado seus verdadeiros pais. Depois disso, parou de demonstrar sentimentos, e lutando contra Ikki de Fênix, o guerreiro se lembra da verdade sobre seu pai e acaba se arrependendo dos seus pecados e confia seu sonho a Ikki antes de morrer. Usa uma lira para lutar. Seu golpe é o Réquiem de Cordas. Também possui um ataque de múltiplos raios à velocidade da luz. Fênix, ao levar pela segunda vez o golpe, analisou que o golpe estava mais rápido e poderoso que o anterior, que ele havia comparado aos de Saga de Gêmeos.
- Alberich (Guerreiro Deus de Megrez, Estrela Delta da constelação de Ursa Maior). Era o único dos guerreiros deuses que sabia que Hilda estava dominada pelo feitiço do anel do Nibelungo, tendo inclusive visto a cena. Tendo em vista tal situação, resolveu se aproveitar da luta entre os guerreiros deuses e os cavaleiros de bronze para conquistar o mundo. Aproveitando-se da sua inteligência e desonestidade acaba quase vencendo todos os cavaleiros de Athena mesmo não sendo muito poderoso, mas acaba sendo derrotado por Shiryu que aprendeu a lidar com seus golpes. Pretendia conseguir todas as safiras de Odin para conseguir a armadura de Odin e controlar o mundo no lugar de Hilda. Possui um antepassado, Alberich o Décimo Terceiro, que fora derrotado pelo Mestre Ancião quando este era jovem. Seus golpes são a Couraça de Ametista, a Espada de Fogo e a Unidade da Natureza.
- Syd (Guerreiro Deus de Mizar, Estrela Zeta da constelação de Ursa Maior). Um dos mais fortes guerreiros deuses, é o primeiro a enfrentar os cavaleiros de Athena, e o único a enfrentar um cavaleiro de ouro, Aldebaran de Touro, sendo que se não fosse pelo seu irmão ele teria morrido na casa de touro, e em seguida enfrentou Shun de Andrômeda e por pouco não o venceu graças ao poder da Tempestade Nebulosa de Shun. Seus golpes são o Impulso Azul e as Garras do Tigre Negro.
- Bud (Guerreiro Deus de Alcor, Estrela Zeta da constelação de Ursa Maior). Irmão gêmeo de Syd é mais poderoso que ele e foi o responsável pela derrota de Aldebaran de Touro na luta contra Syd. Desconhecido por todos os outros guerreiros e cavaleiros à exceção de seu irmão e Hilda, foi descoberto por Shaina de Serpentário que o enfrentaria mais tarde. Quando pequeno foi abandonado por sua família, já que em Asgard acreditava-se que gêmeos davam má sorte. Sempre ataca junto com seu irmão, porém nunca aparece. Só apareceu quando seu irmão foi atacado fortemente por Shun, que tentava conseguir a safira de seu irmão, mas ao tentar matar Shun sorrateiramente foi interceptado por Shaina que travou uma rápida luta com ele, mas foi derrotada. Acabou levando um golpe mais forte de Ikki, que é pego de surpresa por Syd que confessa que sua família nunca o esqueceu e segurando Ikki manda Bud atacar, mesmo correndo risco de morte. Mas Bud, vendo que amava seu irmão não o atacou e Syd morreu. Em homenagem ao seu irmão levou o corpo dele para ser enterrado na cidade natal de seus pais. Seu golpe é a Garra do Tigre da Sombra.
- Siegfried (Guerreiro Deus de Dubhe, Estrela Alfa da constelação de Ursa Maior). O mais poderoso dos guerreiros deuses e o mais leal a Hilda junto com Hägen. Diz a lenda, que seu ancestral derrotou o dragão Fafnir e se banhou com seu sangue porém, uma folha o cobriu em ponto de suas costas, semelhante ao do Shiryu, de modo que, não se molhou ali. Por também ser um guerreiro com poderes baseados em dragões, tem um único ponto fraco, assim como Shiryu, mas mesmo assim sobreviveu após levar três golpes neste ponto, sendo um mais forte que o outro. Abateu facilmente os cavaleiros, mas quando finalmente ia ser derrotado por Seiya, Sorento de Sirene (General marina) surge, conta a verdade sobre Hilda e o Anel e diz que Siegfried deveria se submeter a Poseidon. Siegfried, já ferido do combate com Seiya, não tem mais forças para combater Sorento e usa um ataque final suicida, tal qual o Último Dragão de Shiryu, sumindo no horizonte junto com Sorento (que durante a luta contra Poseidon, explica como sobrevivera ao ataque). Seu ataques são a Espada de Odin, um golpe em que ele suicida-se de forma semelhante ao Último Dragão de Shiryu e o Vendaval do Dragão.

## Asgard
Asgard é a terra santa dos deuses do norte. É um local muito frio, com relevo cheio de montanhas e desfiladeiros, o que dificulta o acesso de pessoas estrangeiras. Nos altos montes de Asgard se situa o Palácio Valhala, templo de Odin, onde atualmente residem os seus representantes. Atrás do Palácio possui uma gigantesca estátua erigida em homenagem ao Senhor de Asgard, Odin.